# Voetbal op de Olympische Zomerspelen 1920
Voetbal is een van de sporten die beoefend werden tijdens de Olympische Zomerspelen 1920 in Antwerpen.
Veertien landen hadden zich ingeschreven voor het Olympische voetbaltoernooi. Joegoslavië meldde zich pas na de loting aan en werd aan het oorspronkelijk vrijgelote Tsjechoslowakije gekoppeld. Zwitserland (dat had geloot tegen Frankrijk) trok zich vlak voor het begin van het toernooi om financiële redenen terug.
Naast de gouden medailles werd aan het winnende team de in 1908 door de Engelse voetbalbond beschikbaar gestelde wisselbeker uitgereikt. Deze wisselbeker is hierna niet meer uitgereikt maar naar het Olympisch museum in Lausanne gegaan.

## Toernooimodus
Het toernooi werd gespeeld volgens een aangepaste versie van het Bergvall-systeem. De winnaar van de gouden medaille werd via het normale knock-outsysteem bepaald. De verliezend kwartfinalisten speelden een knock-outtoernooitje, waarvan de winnaar tegen de verliezend finalist moest spelen. De winnaar van deze wedstrijd moest voor de zilveren medaille spelen tegen de winnaar van de wedstrijd tussen de ploegen die van de goudenmedaillewinnaar hadden verloren in respectievelijk de eerste ronde en de halve finales. De ploeg die in de halve finale was uitgeschakeld door de verliezend finalist kreeg geen kans op een zilveren of bronzen medaille.

## Competitieschema
| R1 | Eerste ronde | Tr | Troosttoernooi | ¼ | Kwartfinale | ½ | Halve finales | Z | Om tweede plaats | F | Finale |

| 28 zat | 29 zon | 30 maa | 31 din | 1 woe | 2 don | 3 vrij | 4 zat | 5 zon |
| ------ | ------ | ------ | ------ | ----- | ----- | ------ | ----- | ----- |
| R1     | ¼      |        | ½      | F     |       |        |       |       |
|        |        |        | Tr     | Tr    | Tr    |        |       | Z     |

## Heren
|  | Eerste ronde            | Eerste ronde            |                         |   | Kwartfinale     | Kwartfinale     |                         |                         | Halve finale | Halve finale |  |  | Finale | Finale |
|  |                         |                         |                         |   |                 |                 |                         |                         |              |              |  |  |        |        |
|  |                         |                         |                         |   |                 |                 |                         |                         |              |              |  |  |        |        |
|  |                         |                         |                         |   |                 |                 |                         |                         |              |              |  |  |        |        |
|  |                         |                         |                         |   |                 |                 |                         |                         |              |              |  |  |        |        |
|  | 29 augustus – Antwerpen |                         |                         |   |                 |                 |                         |                         |              |              |  |  |        |        |
|  |                         |                         |                         |   |                 |                 |                         |                         |              |              |  |  |        |        |
|  | België                  | 3                       |                         |   |                 |                 |                         |                         |              |              |  |  |        |        |
|  | België                  | 3                       | 28 augustus – Brussel   |   |                 |                 |                         |                         |              |              |  |  |        |        |
|  |                         |                         | Spanje                  | 1 |                 |                 |                         |                         |              |              |  |  |        |        |
|  | Denemarken              | 0                       | Spanje                  | 1 |                 |                 |                         |                         |              |              |  |  |        |        |
|  | Denemarken              | 0                       | 31 augustus – Antwerpen |   |                 |                 |                         |                         |              |              |  |  |        |        |
|  | Spanje                  | 1                       |                         |   |                 |                 |                         |                         |              |              |  |  |        |        |
|  | Spanje                  | 1                       | België                  | 3 |                 |                 |                         |                         |              |              |  |  |        |        |
|  | 28 augustus – Brussel   |                         | België                  | 3 |                 |                 |                         |                         |              |              |  |  |        |        |
|  |                         | Nederland               | 0                       |   |                 |                 |                         |                         |              |              |  |  |        |        |
|  | Zweden                  | Nederland               | 0                       | 9 |                 |                 |                         |                         |              |              |  |  |        |        |
|  | Zweden                  | 29 augustus – Antwerpen |                         | 9 |                 |                 |                         |                         |              |              |  |  |        |        |
|  | Griekenland             | 0                       |                         |   |                 |                 |                         |                         |              |              |  |  |        |        |
|  | Griekenland             | 0                       | Zweden                  | 4 |                 |                 |                         |                         |              |              |  |  |        |        |
|  | 28 augustus – Brussel   |                         | Zweden                  | 4 |                 |                 |                         |                         |              |              |  |  |        |        |
|  |                         | Nederland               | 5                       |   |                 |                 |                         |                         |              |              |  |  |        |        |
|  | Luxemburg               | Nederland               | 5                       | 0 |                 |                 |                         |                         |              |              |  |  |        |        |
|  | Luxemburg               |                         | 1 september – Antwerpen | 0 |                 |                 |                         |                         |              |              |  |  |        |        |
|  | Nederland               | 3                       |                         |   |                 |                 |                         |                         |              |              |  |  |        |        |
|  | Nederland               | 3                       | België                  | 2 |                 |                 |                         |                         |              |              |  |  |        |        |
|  | 28 augustus             |                         | België                  | 2 |                 |                 |                         |                         |              |              |  |  |        |        |
|  |                         | Tsjecho-Slowakije       | 0                       |   |                 |                 |                         |                         |              |              |  |  |        |        |
|  | Frankrijk               | Tsjecho-Slowakije       | 0                       | 2 |                 |                 |                         |                         |              |              |  |  |        |        |
|  | Frankrijk               | 29 augustus – Antwerpen |                         | 2 |                 |                 |                         |                         |              |              |  |  |        |        |
|  | Zwitserland             | 0                       |                         |   |                 |                 |                         |                         |              |              |  |  |        |        |
|  | Zwitserland             | 0                       | Frankrijk               | 3 |                 |                 |                         |                         |              |              |  |  |        |        |
|  | 28 augustus – Gent      |                         | Frankrijk               | 3 |                 |                 |                         |                         |              |              |  |  |        |        |
|  |                         | Italië                  | 1                       |   |                 |                 |                         |                         |              |              |  |  |        |        |
|  | Italië                  | Italië                  | 1                       | 2 |                 |                 |                         |                         |              |              |  |  |        |        |
|  | Italië                  |                         | 31 augustus – Antwerpen | 2 |                 |                 |                         |                         |              |              |  |  |        |        |
|  | Egypte                  | 1                       |                         |   |                 |                 |                         |                         |              |              |  |  |        |        |
|  | Egypte                  | 1                       | Denemarken              | 4 |                 |                 |                         |                         |              |              |  |  |        |        |
|  | 28 augustus – Antwerpen |                         | Denemarken              | 4 |                 |                 |                         |                         |              |              |  |  |        |        |
|  |                         | Tsjecho-Slowakije       | 4                       |   | Zilveren finale | Zilveren finale |                         |                         |              |              |  |  |        |        |
|  | Tsjecho-Slowakije       | Tsjecho-Slowakije       | 4                       | 7 | Zilveren finale | Zilveren finale |                         |                         |              |              |  |  |        |        |
|  | Tsjecho-Slowakije       | 29 augustus – Brussel   | 29 augustus – Brussel   | 7 |                 |                 | 5 september – Antwerpen | 5 september – Antwerpen |              |              |  |  |        |        |
|  | Joegoslavië             | 29 augustus – Brussel   | 29 augustus – Brussel   | 0 |                 |                 | 5 september – Antwerpen | 5 september – Antwerpen |              |              |  |  |        |        |
|  | Joegoslavië             | Tsjecho-Slowakije       | 4                       | 0 | Nederland       | 1               |                         |                         |              |              |  |  |        |        |
|  | 28 augustus – Antwerpen | Tsjecho-Slowakije       | 4                       |   | Nederland       | 1               |                         |                         |              |              |  |  |        |        |
|  |                         | Noorwegen               | 0                       |   | Spanje          | 3               |                         |                         |              |              |  |  |        |        |
|  | Groot-Brittannië        | Noorwegen               | 0                       | 1 | Spanje          | 3               |                         |                         |              |              |  |  |        |        |
|  | Groot-Brittannië        |                         |                         | 1 |                 |                 |                         |                         |              |              |  |  |        |        |
|  | Noorwegen               | 3                       |                         |   |                 |                 |                         |                         |              |              |  |  |        |        |
|  | Noorwegen               | 3                       |                         |   |                 |                 |                         |                         |              |              |  |  |        |        |

### Eerste ronde
|                                                       |                                                                               |       |             |                                                                                          |
| 28 augustus 1920 «onderlinge duels» 10:00 uur (UTC+1) | Tsjecho-Slowakije                                                             | 7 – 0 | Joegoslavië | Stadion Broodstraat, Antwerpen Toeschouwers: 600 Scheidsrechter: Raphaël Van Praag (BEL) |
| 28 augustus 1920 «onderlinge duels» 10:00 uur (UTC+1) | Jan Vaník 20', 46', 79' (pen.) Antonín Janda 34', 50', 75' Josef Sedláček 43' |       |             | Stadion Broodstraat, Antwerpen Toeschouwers: 600 Scheidsrechter: Raphaël Van Praag (BEL) |

|                                                       |                                             |       |                   |                                                                                    |
| 28 augustus 1920 «onderlinge duels» 16:30 uur (UTC+1) | Noorwegen                                   | 3 – 1 | Groot-Brittannië  | Olympisch Stadion, Antwerpen Toeschouwers: 5.000 Scheidsrechter: Job Mutters (NED) |
| 28 augustus 1920 «onderlinge duels» 16:30 uur (UTC+1) | Einar Gundersen 13', 51' Einar Wilhelms 63' |       | 25' Fred Nicholas | Olympisch Stadion, Antwerpen Toeschouwers: 5.000 Scheidsrechter: Job Mutters (NED) |

|                                                       |                |       |                                            |                                                                                    |
| 28 augustus 1920 «onderlinge duels» 15:30 uur (UTC+1) | Egypte         | 1 – 2 | Italië                                     | Jules Ottenstadion, Gentbrugge Toeschouwers: 2.000 Scheidsrechter: Paul Putz (BEL) |
| 28 augustus 1920 «onderlinge duels» 15:30 uur (UTC+1) | Zaki Osman 30' |       | 25' Adolfo Baloncieri 57' Guglielmo Brezzi | Jules Ottenstadion, Gentbrugge Toeschouwers: 2.000 Scheidsrechter: Paul Putz (BEL) |

|                                                       |            |                        |        |                                                                           |
| 28 augustus 1920 «onderlinge duels» 15:30 uur (UTC+1) | Denemarken | 0 – 1                  | Spanje | Dudenpark, Vorst Toeschouwers: 2.000 Scheidsrechter: Willem Eijmers (NED) |
| 28 augustus 1920 «onderlinge duels» 15:30 uur (UTC+1) |            | 54' Patricio Arabolaza |        | Dudenpark, Vorst Toeschouwers: 2.000 Scheidsrechter: Willem Eijmers (NED) |

|                                                       |                                         |       |           |                                                                             |
| 28 augustus 1920 «onderlinge duels» 17:30 uur (UTC+1) | Nederland                               | 3 – 0 | Luxemburg | Dudenpark, Vorst Toeschouwers: 3.000 Scheidsrechter: Georges Hubrecht (BEL) |
| 28 augustus 1920 «onderlinge duels» 17:30 uur (UTC+1) | Jaap Bulder 30' Ber Groosjohan 47', 85' |       |           | Dudenpark, Vorst Toeschouwers: 3.000 Scheidsrechter: Georges Hubrecht (BEL) |

|                                                       |                                                                                                   |       |                  |                                                                                        |
| 28 augustus 1920 «onderlinge duels» 17:30 uur (UTC+1) | Zweden                                                                                            | 9 – 0 | Groot-Brittannië | Olympisch Stadion, Antwerpen Toeschouwers: 5.000 Scheidsrechter: Charles Barette (BEL) |
| 28 augustus 1920 «onderlinge duels» 17:30 uur (UTC+1) | Albert Olsson 4', 79' Herbert Carlsson 15', 20', 21', 51', 85' Ragnar Wicksell 25' Albin Dahl 31' |       |                  | Olympisch Stadion, Antwerpen Toeschouwers: 5.000 Scheidsrechter: Charles Barette (BEL) |

|                  |           |                      |             |  |
| 28 augustus 1920 | Frankrijk | 2 – 0 (reglementair) | Zwitserland |  |
| 28 augustus 1920 |           |                      |             |  |

### Kwartfinales
|                                                       |                                                                        |       |                                                            |                                                                                    |
| 29 augustus 1920 «onderlinge duels» 10:00 uur (UTC+1) | Nederland                                                              | 5 – 4 | Zweden                                                     | Olympisch Stadion, Antwerpen Toeschouwers: 3.000 Scheidsrechter: Josef Fanta (TCH) |
| 29 augustus 1920 «onderlinge duels» 10:00 uur (UTC+1) | Ber Groosjohan 11', 49' Jaap Bulder 69', 86' (pen.) Jan de Natris 112' |       | 16', 30' Herbert Carlsson 17' Albert Olsson 61' Albin Dahl | Olympisch Stadion, Antwerpen Toeschouwers: 3.000 Scheidsrechter: Josef Fanta (TCH) |

|                                                       |                                                |       |                      |                                                                                          |
| 29 augustus 1920 «onderlinge duels» 15:30 uur (UTC+1) | Frankrijk                                      | 3 – 1 | Italië               | Olympisch Stadion, Antwerpen Toeschouwers: 10.000 Scheidsrechter: Henri Christophe (BEL) |
| 29 augustus 1920 «onderlinge duels» 15:30 uur (UTC+1) | Jean Boyer 10' Paul Nicolas 14' Henri Bard 54' |       | 33' Guglielmo Brezzi | Olympisch Stadion, Antwerpen Toeschouwers: 10.000 Scheidsrechter: Henri Christophe (BEL) |

|                                                       |                                          |       |           |                                                                            |
| 29 augustus 1920 «onderlinge duels» 16:30 uur (UTC+1) | Tsjecho-Slowakije                        | 4 – 0 | Noorwegen | Dudenpark, Vorst Toeschouwers: 4.000 Scheidsrechter: Charles Barette (BEL) |
| 29 augustus 1920 «onderlinge duels» 16:30 uur (UTC+1) | Jan Vaník 9' Antonín Janda 17', 66', 77' |       |           | Dudenpark, Vorst Toeschouwers: 4.000 Scheidsrechter: Charles Barette (BEL) |

|                                                       |                                          |       |                    |                                                                                     |
| 29 augustus 1920 «onderlinge duels» 17:30 uur (UTC+1) | België                                   | 3 – 1 | Spanje             | Olympisch Stadion, Antwerpen Toeschouwers: 18.000 Scheidsrechter: Job Mutters (NED) |
| 29 augustus 1920 «onderlinge duels» 17:30 uur (UTC+1) | Robert Coppée 11' Robert Coppée 52', 55' |       | 62' Mariano Arrate | Olympisch Stadion, Antwerpen Toeschouwers: 18.000 Scheidsrechter: Job Mutters (NED) |

### Halve finales
|                                                       |                                               |       |                |                                                                                     |
| 31 augustus 1920 «onderlinge duels» 15:30 uur (UTC+1) | Tsjecho-Slowakije                             | 4 – 1 | Frankrijk      | Olympisch Stadion, Antwerpen Toeschouwers: 12.000 Scheidsrechter: Job Mutters (NED) |
| 31 augustus 1920 «onderlinge duels» 15:30 uur (UTC+1) | Otakar Škvajn 18', 75', 87' Karel Steiner 70' |       | 79' Jean Boyer | Olympisch Stadion, Antwerpen Toeschouwers: 12.000 Scheidsrechter: Job Mutters (NED) |

|                                                       |                                                       |       |           |                                                                                    |
| 31 augustus 1920 «onderlinge duels» 17:30 uur (UTC+1) | België                                                | 3 – 0 | Nederland | Olympisch Stadion, Antwerpen Toeschouwers: 22.000 Scheidsrechter: John Lewis (ENG) |
| 31 augustus 1920 «onderlinge duels» 17:30 uur (UTC+1) | Rik Larnoe 46' Louis Van Hege 55' Mathieu Bragard 85' |       |           | Olympisch Stadion, Antwerpen Toeschouwers: 22.000 Scheidsrechter: John Lewis (ENG) |

### Finale
|                                                       |                                        |       |                   |                                                                                    |
| 2 september 1920 «onderlinge duels» 17:00 uur (UTC+1) | België                                 | 2 – 0 | Tsjecho-Slowakije | Olympisch Stadion, Antwerpen Toeschouwers: 35.000 Scheidsrechter: John Lewis (ENG) |
| 2 september 1920 «onderlinge duels» 17:00 uur (UTC+1) | Robert Coppée 6' (pen.) Rik Larnoe 31' |       |                   | Olympisch Stadion, Antwerpen Toeschouwers: 35.000 Scheidsrechter: John Lewis (ENG) |

De Tsjechoslowaken verlieten uit woede over de scheidsrechter in de 43e minuut van de eerste helft het veld en werden daarop gediskwalificeerd.

## Troosttoernooi

### Eerste ronde
|                                                       |                                    |       |                   |                                                                                     |
| 31 augustus 1920 «onderlinge duels» 10:00 uur (UTC+1) | Italië                             | 2 – 1 | Noorwegen         | Olympisch Stadion, Antwerpen Toeschouwers: 500 Scheidsrechter: Louis Fourgous (FRA) |
| 31 augustus 1920 «onderlinge duels» 10:00 uur (UTC+1) | Enrico Sardi 46' Emilio Badini 96' |       | 41' Arne Andersen | Olympisch Stadion, Antwerpen Toeschouwers: 500 Scheidsrechter: Louis Fourgous (FRA) |

De Zweedse voetbalploeg had zich in eerste instantie teruggetrokken als protest tegen de in hun ogen slechte scheidsrechter in de kwartfinale tegen Nederland. Het Internationaal Olympisch Comité wist de Zweden echter te bewegen toch aan te treden in het toernooi om de zilveren medaille. De wedstrijd tegen Spanje werd daarom een dag later gespeeld dan oorspronkelijk gepland.
|                                                       |                                                 |       |                |                                                                                       |
| 1 september 1920 «onderlinge duels» 15:30 uur (UTC+1) | Spanje                                          | 2 – 1 | Zweden         | Olympisch Stadion, Antwerpen Toeschouwers: 3.000 Scheidsrechter: Giovanni Mauro (ITA) |
| 1 september 1920 «onderlinge duels» 15:30 uur (UTC+1) | José María Belauste 51' Domingo Gómez Acedo 53' |       | 28' Albin Dahl | Olympisch Stadion, Antwerpen Toeschouwers: 3.000 Scheidsrechter: Giovanni Mauro (ITA) |

### Tweede ronde
|                                                       |        |                         |        |                                                                                   |
| 2 september 1920 «onderlinge duels» 14:30 uur (UTC+1) | Italië | 0 – 2                   | Spanje | Olympisch Stadion, Antwerpen Toeschouwers: 10.000 Scheidsrechter: Paul Putz (BEL) |
| 2 september 1920 «onderlinge duels» 14:30 uur (UTC+1) |        | 43', 72' Félix Sesúmaga |        | Olympisch Stadion, Antwerpen Toeschouwers: 10.000 Scheidsrechter: Paul Putz (BEL) |

### Zilveren finale
Nederland zou hebben moeten spelen tegen de ploeg die door de winnaar van de gouden medaille (België) in de eerste ronde was uitgeschakeld. België was in de eerste ronde echter vrij.

Tsjecho-Slowakije werd gediskwalificeerd naar aanleiding van de gebeurtenissen tijdens de finale.
|                                                       |                    |       |                                     |                                                                                   |
| 5 september 1920 «onderlinge duels» 15:00 uur (UTC+1) | Nederland          | 1 – 3 | Spanje                              | Olympisch Stadion, Antwerpen Toeschouwers: 14.000 Scheidsrechter: Paul Putz (BEL) |
| 5 september 1920 «onderlinge duels» 15:00 uur (UTC+1) | Ber Groosjohan 72' |       | 7', 35' Félix Sesúmaga 68' Pichichi | Olympisch Stadion, Antwerpen Toeschouwers: 14.000 Scheidsrechter: Paul Putz (BEL) |

## Demonstratiewedstrijd
De wedstrijd tussen Egypte en Joegoslavië werd gespeeld ter opluistering van de medaille-uitreikingen en was geen wedstrijd van het troosttoernooi zoals vaak verondersteld. Eigenlijk maakte deze wedstrijd dus geen deel uit van het officiële Olympisch programma, maar is achteraf toch door de FIFA als zodanig aangemerkt.
|                                     |                                       |       |                         |                                                                                       |
| 3 september 1920 «onderlinge duels» | Egypte                                | 4 – 2 | Joegoslavië             | Olympisch Stadion, Antwerpen Toeschouwers: 500 Scheidsrechter: Henri Christophe (BEL) |
| 3 september 1920 «onderlinge duels» | Abaza 43', ??' Allouba ??' Hegazi ??' |       | ??' Dubravčić ??' Ružić | Olympisch Stadion, Antwerpen Toeschouwers: 500 Scheidsrechter: Henri Christophe (BEL) |

### Eindrangschikking
| rang   | land      |
| ------ | --------- |
| Goud   | België    |
| Zilver | Spanje    |
| Brons  | Nederland |
| 4      | Frankrijk |